# Roman Góral
Roman Tadeusz Góral (ur. 2 lipca 1925 w Lisikierzu, zm. 16 kwietnia 1989 w Poznaniu) – polski lekarz i polityk, poseł na Sejm PRL VII i VIII kadencji, profesor doktor nauk medycznych, żołnierz Armii Krajowej, doktor honoris causa wielu uczelni (m.in. w Halle z 1977 i w Wilnie).

## Życiorys
W 1950 ukończył w Poznaniu studia medyczne. W 1960 został doktorem medycyny, w 1964 habilitował się, uzyskując tytuł docenta chirurgii, w 1972 uzyskał tytuł profesora nadzwyczajnego, a w 1979 profesora zwyczajnego. Był prekursorem i ojcem ruchu stomijnego w Polsce. Przez 13 lat kierował Kliniką Chirurgii Ogólnej i Gastroenterologicznej Akademii Medycznej w Poznaniu. Od 1972 do 1981 był rektorem Uniwersytetu Medycznego im. Karola Marcinkowskiego w Poznaniu.
W 1967 wstąpił do Polskiej Zjednoczonej Partii Robotniczej. Był w niej I sekretarzem Komitetu Uczelnianego. W 1976 uzyskał mandat posła na Sejm PRL VII kadencji w okręgu Poznań. Zasiadał w Komisji Spraw Zagranicznych oraz w Komisji Zdrowia i Kultury Fizycznej. W 1980 uzyskał reelekcję. W Sejmie VIII kadencji zasiadał w Komisji Spraw Zagranicznych, Komisji Zdrowia i Kultury Fizycznej, Komisji Odpowiedzialności Konstytucyjnej oraz w Komisji Polityki Społecznej, Zdrowia i Kultury Fizycznej. Po zakończeniu kadencji (1985) był pierwszym przewodniczącym Polskiego Towarzystwa Opieki Nad Chorymi ze Stomią Pol-Ilko (założonego w 1987). Z jego inicjatywy powstał także Polski Klub Koloproktologii. Ponadto pełnił m.in. funkcje prezesa Towarzystwa Chirurgów Polskich, wiceprezesa Polskiego Towarzystwa Gastroenterologii (którego był współzałożycielem) i prezesa Unii Polskich Towarzystw Chirurgicznych (której również był współzałożycielem).
Pochowany na Cmentarzu Junikowskim w Poznaniu.

## Odznaczenia

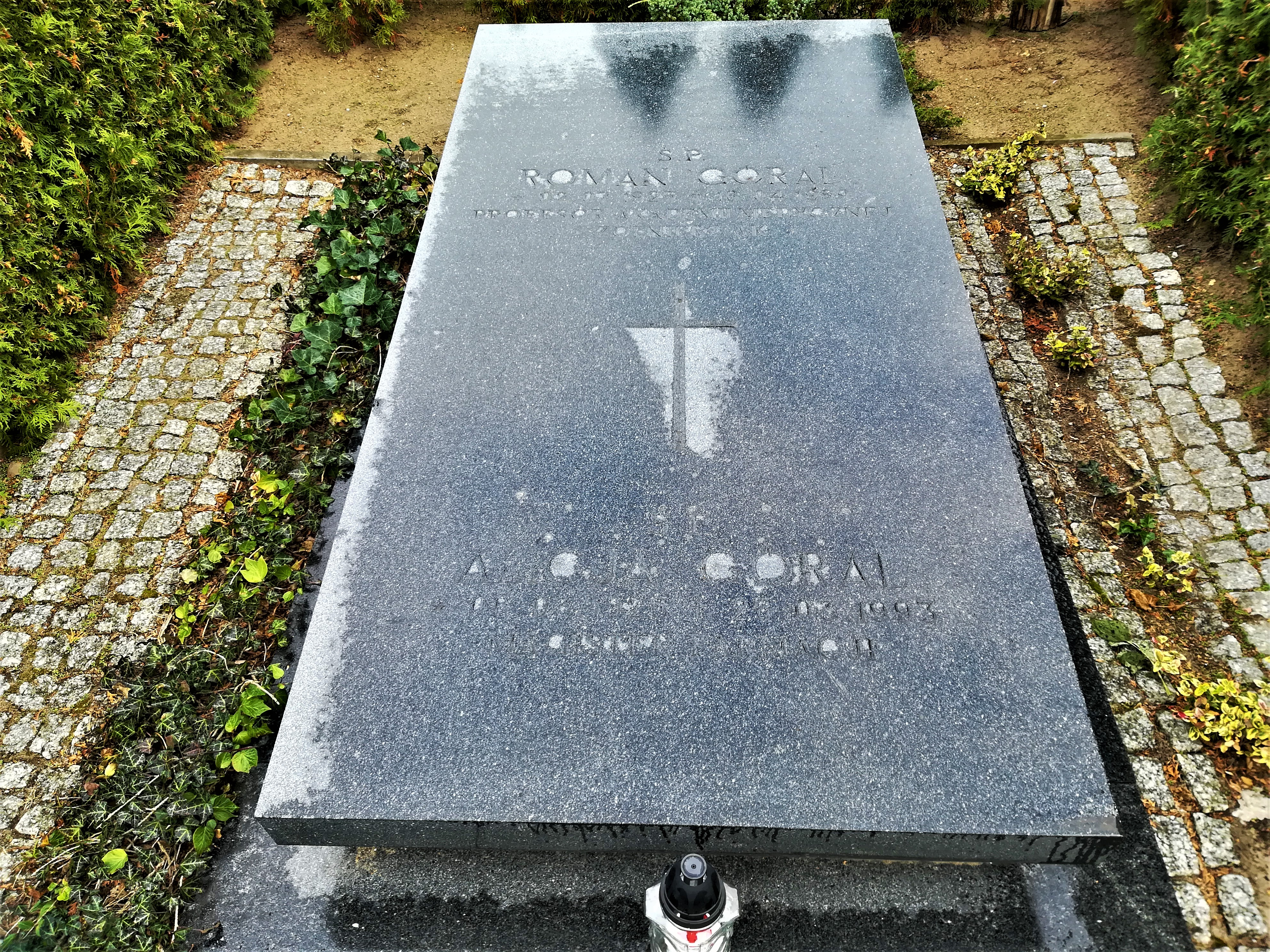
Grób na Cmentarzu Junikowo

- Krzyż Komandorski z Gwiazdą Orderu Odrodzenia Polski
- Krzyż Oficerski Orderu Odrodzenia Polski
- Krzyż Kawalerski Orderu Odrodzenia Polski
- Złoty Krzyż Zasługi
- Order Sztandaru Pracy II klasy
- Medal Komisji Edukacji Narodowej
- Krzyż Armii Krajowej
- Medal Wojska (czterokrotnie)
- Krzyż Partyzancki
- Medal Zwycięstwa i Wolności 1945
- Odznaka Grunwaldzka
- Odznaka tytułu honorowego „Zasłużony Lekarz Polskiej Rzeczypospolitej Ludowej”
- Odznaka tytułu honorowego „Zasłużony Nauczyciel Polskiej Rzeczypospolitej Ludowej”